# Kulmerland
Le Kulmerland est un navire un cargo allemand converti en pétrolier-ravitailleur durant la Seconde Guerre mondiale. Il fut construit à Hambourg dans les chantiers navals de la Deutsche Werft et affecté par la Hamburg-Amerika linie à la ligne d’Amérique du Nord. 
Son nom est une référence au Kulmerland, une région de la Prusse incluse dans le corridor de Dantzig. 
En 1940, il fut réquisitionné  par la Kriegsmarine, affecté à des missions de ravitaillement des navires de guerre du Reich et envoyé  dans l'océan Indien et le Pacifique. 
Il ravitailla principalement trois croiseurs auxiliaires, le Kormoran, le Komet et, l’Orion. Il arbora pendant un temps les couleurs japonaises, adoptant alors le nom de Tokyo Maru : c'est dans ces conditions qu'il participa aux attaques allemandes sur Nauru. Sabordé  en août 1944 lors de la retraite allemande il fut renfloué en 1945 puis attribué en gérance à la Compagnie générale transatlantique. Des travaux sur le navire furent entrepris à Nantes mais son mauvais état conduisit à son envoi en démolition en 1950.